# Квебек
Квебек или Кебек (фр. Québec, изговор , енгл. Quebec) по површини највећа је од десет канадских покрајина (провинција) која се налази на истоку земље, и друга по броју становника после Онтарија. Статус покрајине има од 1867. године. Покрајина се на западу граничи са покрајином Онтарио и Хадсоновим заливом, на северу са Хадсоновим пролазом и Унгавским заливом, на истоку са покрајинама Њуфаундленд и Лабрадор и Њу Брансвик и на југу са САД (савезним државама Мејн, Њу Хемпшир, Вермонт и Њујорк).
Становништво ове канадске покрајине је већином франкофоно, тако да статус примарног званичног језика има француски, иако су загарантована права и енглеској говорној мањини; Квебек је једина канадска покрајина у којој енглески није главни службени језик на покрајинском нивоу, а Квебечани од 2006. имају статус „засебне нације унутар уједињене Канаде“.
Главни град покрајине и други по величини је град Квебек у регији Капитал Насионал, ког називају „старим главним градом” (фр. la vieille capitale) зато што је био и главни град Нове Француске, Доње Канаде, као и саме Канаде. Најважније урбано подручје је подручје Монтреала у ком живи скоро половина становника покрајине.

## Географија
Територија ове највеће покрајине у Канади је слабо насељена. У регији Норд ди Кебек, која чини 43% њене укупне површине, живи само 40.637 становника. Више од 90% површине Квебека чини део Канадског штита. Од времена француске колонизације и оснивања Нове Француске, територија Квебека је нарасла од насеља које се простирало на неколико десетина километара на обалама реке Сен Лорен до области која заузима више од половине северноамеричког континента, колика је некада била колонија. Данашња површина покрајине отприлике одговара величини Ирана, који је, у тој категорији, 18. држава на свету. Квебек је отприлике три пута већа од Француске или око 17,5 пута већа од Србије.
Квебек се налази на географски разноликом подручју. Подељен је у три велика геолошка подручја, од севера према југу. Лаурентијска висораван чини око 95% површине Квебека и део је Канадског штита, једне од најстаријих геолошких формација на свету. Највиша тачка Квебека је на планини Мон Дибервил која се налази близу границе са Њуфаундлендом и Лабрадором на североистоку покрајине. Територија Квебека је изразито богата рудама и зимзеленим шумама.
Квебек располаже једном од највећих резерви слатке воде на свету: претпоставља се да се у покрајини налази око 3% светских залиха слатке воде која заузима око 12% њене укупне територије. У покрајини постоји око пола милиона језера, од којих 30 имају површину већу од 250 km², као и 4.500 река.

### Клима
У Квебеку постоје три главне климатске регије. У јужном и западном делу, где живи највише становништва, влада влажна континентална клима са топлим и влажним летима и сувим и хладним зимама. Главни климатски утицаји долазе из западне и северне Канаде, као и из јужног и средишњег подручја САД. Због оваквих јаких временских утицаја из Северне Америке и са Атлантског океана, падавине су обилне током целе године, а њихова количина је у многим подручјима већа од 1.000 mm, укључујући и преко 300 cm снега у неким деловима. Током лета повремено се стварају торнада и олује, али ређе него у јужном Онтарију.
У средишњем Квебеку доминира субарктичка клима. Овде владају дуге и хладне зиме док су лета топла, али врло кратка због географске ширине и великог утицаја арктичких ваздушних маса. Количина падавина је мања него на југу, осим на неким узвишеним подручјима.
У северном делу покрајине влада арктичка клима, са врло хладним зимама и кратким хладнијим летима. Главни климатски утицаји у овом подручју су струје Северног леденог океана (као Лабрадорска струја) и арктичке континенталне ваздушне масе.

## Историја
Пре доласка Француза, на подручју Квебека живела су бројна индијанска племена. Влада Квебека на свом подручју признаје једанаест народа као аутохтоно становништво. То су: Инуити, Мохоци, Инуси, Крији, Алгонквини, Атикакмеви, Мицмаци, Хјурони, Абенаки, Малисити и Наскапи.

### Нова Француска (1534—1763)
Сматра се да су први Европљани који су се искрцали на канадско тло били Викинзи, за које се претпоставља да су стигли на обале данашњег Квебека негде око 1000. године). Око 1525, до канадских обала стигли су баскијски китоловци и рибари који су ловили бакалар и трговали с Индијанцима. Непуних десет година касније, 20. априла 1534. Жак Картје је испловио из Сен Малоа са два брода и посадом која је бројала 61 морнара. Они се сматрају првим Французима на тлу Квебека.
Жак Картје је на том свом првом путовању 1534. године поставио крст на месту где се данас налази град Гаспе, а на свом другом путовању 1535. године упловио је дубље у реку Сен Лорен и стигао је чак до села Хохелаж, места где се данас налази Монтреал и где је истраживачка група провела зиму. Због одлуке о оснивању колоније, Француско краљевство је одобрило нову експедицију коју је предводио Жан-Франсоа де ла Рок де Робервал. Ова колонија је у тешким условима изгубила много људи, те је у јуну 1543. напуштена. Због ратова у Европи проћи ће више од пола века пре него што је Канада опет постала средиште француских интереса.
Почецима Нове Француске, а истовремено и Канаде, сматра се оснивање места Тадусак 1600. године, ког је основао Пјер де Шовен. Ово место је, као прва француска трговачка постаја, постало средиште китолова на том подручју. Године 1697. кардинал Ришеље основао је Новофранцуску компанију за развој Канаде. Идуће године су експедицију од 400 чланова ухватили Британци. Након капитулације Квебека, Британци су заузели Квебек и Акадију, и држали их од 1629. до 1632. године. Самуел де Шамплен, отац Нове Француске и оснивач града Квебека, заробљен је, а Новофранцуска компанија је пропала. Након споразума у Сен Жермен ан Лајеу, Краљевина Француска повратила је колонију 1632. године. Године 1640. у Новој Француској није живело више од 500 особа, а ирокешки ратови и болести били су главни узрок смрти у колонији. Године 1642, Пол де Шомеде де Мезонев основао је Виј Мари (будући Монтреал), који је у то време био тврђава за одбрану од Ирокеза (први велики ирокешки рат трајао је од 1642. до 1667).
Од 1627. до 1663. број становника повећао се на око 2.500 особа. За 35 година, у колонију се доселило око 1.250 француских имиграната, већином из обалних подручја и лучких градова Француске, као и из париске регије. Године 1663. министар финансија Жан-Батист Колбер успоставио је краљевску управу у Новој Француској. Подручјем се управљало као француском покрајином под управом намесника. Две године касније, у колонију је стигао елитни војни одред Карињан-Салијер који је имао за циљ да потчињавање Ирокеза. Године 1666, интендант Нове Француске, Жан Талон, организовао је први попис становништва, којим је установљен број од 3.215 станвника. Захваљујући Талоновој пронаталитетској политици, као и доласку славних краљевих кћери (фр. filles du roi) — 900 девојака које је послао краљ Луј XIV, до 1672. године становништво колоније се удвостручило (6.700). Године 1684, уз британску помоћ, Ирокези су започели другу серију напада на француска насеља. Две године касније, Французи су заузели три енглеска утврђења у Хадсоновом заливу. Под вођством Фронтенака, Французи су извршили серију напада на новоенглеске постаје након којих су истерали Енглезе из Акадије, Њуфаундленда и Хадсоновог залива. Године 1687, Француска и Енглеска су потписале споразум у Рисвику којим је окончан први међуколонијални рат. Са Ирокезима је 1701. године такође потписан мир. Колонија је у то време бројала мање од 15.000 становника. Потписивањем споразума у Утрехту, 1713. године, Француска је уступила Великој Британији Акадију (Нова Шкотска), Њуфанудленд и Хадсонов залив.
Седмогодишњи рат (1756—1763) између Велике Британије и Француске битно се одразио и на Северну Америку. Године 1755, гувернер Нове Шкотске Чарлс Лоренс депортовао је више од 7.000 Акадијаца на америчку обалу, због страха од њиховог уплитања у сукоб. Године 1756, генерал у Нову Француску стигао је Луј-Жозеф де Монкалм са 3.000 војника. Године 1759, британски генерал Џејмс Вулф и његова војска започели су десетонедељну опсаду града Квебека, који је капитулирао након битке на Абрахамовој заравни, током које су смртно рањени и Монкалм и Вулф. У пролеће идуће године следио је нови покушај Француза да освоје град под вођством генерала Левија са новом војском. Левијева војска опседала је град очекујући бродове из Француске који је требало да стигну као појачање, међутим, Енглези су пресрели француску флоту код реке Ристигуш и помоћ никада није дошла. Поврх свега, енглеском флотом је пристигло нових 18.000 војника, и Леви је морао да се повуче. Убрзо након тога Британци су заузели Монтреал, чиме је енглеско освајање Нове Француске било завршено.

### Британска власт (1763—1867)
Од потписивања Париског мира 1763. године, којим је окончан Седмогодишњи рат, Велика Британија је и службено завладала подручјем Нове Француске. Овим договором Француска је спасила своје европске границе, али је изгубила своје прво колонијално царство. Краљ Луј XV и његови саветници сачували су Гваделуп и покушали умањити значај губитка Канаде оправдавајући се изговором да је колонија прескупа, те да је то већином ледено подручје без превеликог значаја за Француско краљевство. Само су острва Свети Пјер и Микелон остала у француском власништву (како би Француској био омогућен риболов у Америци). Као својеврсну освету Великој Британији због овог колонијалног губитка, Француска је помогла САД у Америчком рату за независност. Након службеног преузимања француских територија, Велика Британија проглашава устав за Нову Француску којим она постаје покрајина Квебек. Овај устав је дугорочно предвиђао асимилацију канадских Француза, од којих се око 2.000 вратило у Француску између 1760. и 1770. године. Католици су лишени одређених права слично као у Ирској, а све јавне функције биле су омогућене само протестантској мањини.
Све до 1766. године, Британци су се борили против индијанских племена (као што су Абенаки) који су били у савезништву с Француском и који су се побунили под водством поглавице Понтијака. Како би избегла ширење проблема из америчких колонија на Канаду, британска влада се одлучила на отворенију политику према француским Канађанима, те је поништила раније проглашени устав према којим је, између осталог, протестантизам био проглашен службеном религијом. Године 1774. проглашен је други устав којим су ублажени елементи асимилације и дозвољено право Канађанима на употребу француског језика, грађанског права и практиковање католицизма. Овим актом је и повећана територија покрајине, те је она сада обухватала и Велика језера и протезала се све до Сент Луиса.
Американци у својој борби за независност нападају Квебек 1774. године и освајају цело подручје Монтреала, али идуће године не успевају у заузимању града Квебека. Доласком великог броја британског војног појачања, Американци напуштају покрајину. Француски Канађани су остали неутрални у овом сукобу, по препоруци Католичке цркве. Стицањем америчке независности, Лојалисти су се настанили у Квебеку. Незадовољни бројним правима која су додељена француским Канађанима, Енглези траже реформе које су спроведене новим уставним законом 1791. године, чиме је територија подељена реком Отавом на Горњу Канаду (данашњи Онтарио) и Доњу Канаду (данашњи Квебек).
Године 1834. чланови Патриотске странке (као Папино, Алзеар Берар и Огистен-Норбер Морен) су представили свој политички програм којим су изразили губитак поверења у институције британске монархије. Како би се заштитили од злоупотребе монархијске моћи према француским Канађанима, Папинеау и његова странка траже изабрану владу која би контролисала приходе и изгласавала законе у Доњој Канади. Идуће године у Квебек долази лорд Госфорд који је постао нови намесник покрајине и који је требало да смири реформисте. Године 1837, након упорног одбијања службеног Лондона да размотри захтеве реформиста, избија оружана побуна. У исто време, неки Британци се побуњују и у Горњој Канади с истим захтевима, тј. тражећи властиту владу која би заменила ону коју намеће службени Лондон. Оружана побуна у Доњој Канади била је под вођством Луја-Жозефа Папиноа који је био на челу Патриотске странке. Побуну у Горњој Канади водио је Вилијам Макензи. Британска власт је кроз неко време угушила обе побуне.
Заједно са пропашћу патриотске побуне, гасе се и либерални покрети у квебечком друштву. Због кочења развоја покрајине којег изазива богата енглеска елита (енгл. Family Compact) почиње велики талас емиграције француских Канађана у Сједињене Државе, што обележава историју покрајине у 19. веку.
Како би истражио околности побуне у Канади, службени Лондон је послао лорда Дјурама у истрагу. У његовом историјском извештају (Дјурамов извјештај), он препоручује наставак даље асимилације француских Канађана уједињавањем двају Канада и стварање заједничке владе. Закон о унији је у Лондону изгласан 1840. године. Њиме су Горња и Доња Канада добиле исти број парламентарних заступника, а енглески је проглашен јединим службеним језиком. У уједињеној Канади тада је живело око 500.000 говорника енглеског и око 600.000 говорника француског језика. Англофоно становништво је временом присвојило назив „Канађани” који се користио од 17. века искључиво за становнике француског порекла.
Политичке тензије су се и даље наставиле до новог изгреда 1849. године, када су побуњеници запалили парламент Уједињене Канаде који се налазио у Монтреалу од 1843. године. Изгласавање закона који би повратио права француском становништву и надокнадио им губитке за време побуне 1837-1838. изазвало је бес британских екстремиста. Парламент се од тада селио између Квебека и Торонта све до 1867. године.
Године 1849, реформисти оснивају заједничку владу. Странку су водили Роберт Болдвин у Горњој Канади и Луј-Хиполит Лафонтен у Доњој Канади. Захваљујући овом оснивању владе, смирује се ситуација на канадској политичкој сцени. Године 1864. почињу разговори о потенцијалној канадској конфедерацији, којој је службени Лондон дао потпору и чак вршио притисак за прихватање оваквог државног уређења.

### Канадска федерација (1867)
Након договора између конзервативне странке Џона А. Макдоналда и либералне странке Џорџа Брауна, кога је подржао Жорж-Етјен Картје, Законом о британској Северној Америци је 1. јула 1867. створена канадска конфедерација, којој су се придружили и Њу Брансвик и Нова Шкотска. Ово је довело и до стварања покрајина Квебек и Онтарио.
Овим уставним законом дефинишу се односи и овлашћења између федералне владе и покрајинских влада. Квебечани су овим поретком покушали добити гаранцију против асимилације и могућност управљања властитом судбином. Федералном парламенту додељено је управљање одбраном и спољашњом политиком, трговином, превозом, комуникацијама и просторима намењеним домородачком становништву, као и управљање свим секторима која нису непосредно под управом локалне законодавне власти. Овај парламент такође је имао и могућност поништавања локалних закона и неограничену могућност опорезивања, чиме су покрајинама остали само непосредни порези на подручју покрајине. Покрајинске законодавне скупштине добиле су право одлучивања на пољима као што су образовање, здравство, грађанско право и природни ресурси. Што се тиче одлучивања на пољу имиграције и пољопривреде, одлучивање се вршило на оба нивоа власти.
Овај устав садржи и посебне делове који се односе на очување посебних обележја Квебека. Устав признаје и квебечко грађанско право, које постоји уз британско прецедентно право које се примјењује у осталим покрајинама, предвиђа употребу и енглеског и француског језика у парламенту и законодавству, као и на судовима у Квебеку, те предвиђа оснивање одвојених школа за католичке и протестантске заједнице у Квебеку и Канади које би се финансирале из јавних фондова.

### Од Шовоа до Диплесија
Дана 15. јула 1867, Пјер-Жозеф-Оливије Шово из Конзервативне странке је постао премијер. Идуће године је створено Министарство образовања, али је тај систем школства убрзо одбило свештенство. Министарство је укинуто 1875. и враћен је стари систем. Због притисака свептенства на бирачко тело, папа је послао свог изасланика који је треба присилити Цркву у Квебеку на смањење политичког учествовања. Године 1887, свештенство је представљало око 48% предавача у католичким школама.
Године 1910, унук Луја-Жозефа Папиноа, Анри Бураса је основао новине „Ле девуар” које су посвећене одбрани француских Канађана. Он се жестоко супротстављао канадском уплитању у Бурски рат (1899) и регрутацији 1917. која је силила Канађане на учествовање у Првом светском рату. Бураса и његов политички истомишљеник Лаверњ су успели да прогурају закон о употреби француског у јавним предузећима у Квебеку, јер се до тада француски није употребљавао у железничком саобраћају, телефонској служби итд. Такође, националисти су успели прогурати и закон о шумама и производњи папира, што је повећало индустријске капацитете покрајине.
Наследник Бурасе у борби за права француских Канађана био је историчар и католички свештеник Лионел Гру, кога многи сматрају духовним оцем квебечких бораца за слободу. Године 1931, Канада је од Уједињеног Краљевства добила широку аутономију према Вестминстерском статуту.
Године 1936, конзервативна странка Националне уније (фр. Union nationale), основана годину раније, је освојила власт у Квебеку. Њен председник Морис Диплеси био је на власти све до 1939. године, те поново од 1944. до 1959. године. Под Диплесијем, Квебек је у односу на остатак Канаде каснио на подручјима образовања, привреде и друштвених закона. Црква је поновно заузимала снажно политичко место и користила свој утицај међу грађанством како би одржала постојећу конзервативну владу која је кочила друштвене реформе и синдикализам. Након смрти Диплесија, политичка моћ Цркве је брзо ослабила под либералном владом Жана Лесажа. Роком 1960-их, Квебек је ушао у велику фазу модернизације, највише захваљујући бројним привредним реформама које је провела Лесажова влада. За ово раздобље се међу историчарима, социолозима и политиколозима усталио назив Тиха револуција (фр. Révolution tranquille).

### Од 1960. до данас
За време Тихе револуције, покрајина је друштвено модернизована, а бројне реформе су промениле друштвену политику, образовање, здравство и унапредиле привредни развој. Међу најзначајнијим потезима Лесажове владе била је национализација електроенергетског сектора. Тај сектор је до тада био под контролом енглеског олигопола, у чијем раду су били искључени француски Канађани. Национализација овог сектора великим делом је била заслужна за велики привредни раст покрајине.
Модернизација и еманципација Квебека поново је оживела идеју о независности. Идеје о отцепљивању још је јаче подстакнуло отварање службенод представништва Квебека у Паризу 1961. године. Овај покрет постао је врло интензиван у другој половини 1960-их, када су се симпатизери ове идеје организовали у бројне сепаратистичке групе. Године 1967, француски председник Шарл де Гол дошао је у Квебек, што је била прва службена посета шефа француске државе у ову бившу колонију. Многобројна гомила је де Гола дочекала као ослободиоца узвикујући сепаратистичке пароле, те је и сам Шарл де Гол са балкона градске већнице у Монтреалу узвикнуо „Живео слободан Квебек!” (фр. Vive le Québec libre!). Овај говор су оштро осудили англофони Канађани и федерална влада, сматрајући да де Гол позива на независност покајине.
Од почетка 1960-их у покрајини је почела деловати екстремистичка група Фронт за ослобођење Квебека (FLQ), која је терористичким нападима угрожавала циљеве који су симболизовали федералну власт и Уједињено Краљевство. У октобру 1970. године, FLQ је отео британског секретара за трговину Џејмса Кроса, а неколико дана касније и квебечког министра рада Пјера Лапортеа који је касније убијен. Ово убиство је уследило након што је канадска војска интервенисала на улицама Монтреала на захтев премијера Бурасе и градоначелника Драпоа. У овим акцијама приведено је више од 500 људи за које се сумњало да имају везе с FLQ-om, великим делом синдикалаца и студената. Ови догађаји познати су под називом „Октобарска криза”. Након ове кризе практично је нестао екстремизам међу заговорницима независности, а снажно га је одбио и Рене Левеке.
Године 1968, основана је Квебечка странка (фр. Parti québécois), под вођством Ренеа Левекеа, која се залагала за независност. Ова странка је победила на покрајинским изборима 1976. године, и затим изгласала скуп закона којима се подржава и брани употреба француског језика. Проглашавањем Повеље о француском језику (закон 101), француски је постао једини службени језик у Квебеку 1977. године. На референдуму 1980. године, на којем се одлучивало о пројекту Ренеа Левекеа о независности покрајине и међудржавном повезивању с Канадом, само 40% становништва је гласало за пројект. У ноћи 4. новембра 1981, федерални министар правосуђа се састао са свим покрајинским премијерима, осим Ренеа Левекеа, који су потписали нови канадски устав, што је догађај који је у Квебеку познат као Ноћ дугих ножева. Идући дан, ставили су Левекеа пред свршен чин и покушали да га приморају на потписивање документа, што је он одбио. Идуће године, британски парламент је одобрио овај нови устав, али без сагласности Квебека, што је ситуација и дан данас. Касније је канадски врховни суд закључио да за одобрење устава није потребна сагласност сваке канадске покрајине.
Од 1985. до 1994. године, Квебеком влада Либерална странка Квебека (PLQ) под вођством Робера Бурасе и Данијела Џонсона. У овом раздобљу, федерална влада је два пута покушала да приволи
Квебек на прихватање устава. Први пут је то било Споразумом код језера Мич 1987. године. Овај споразум је пропао 1990, зато што су покрајине Манитоба и Њуфаундленд одбиле да га прихвате. Други пут је то било Споразумом у Шарлоттауну 1992. године, којим би се правно прецизирао статус Квебека у Канади. Овај споразум референдумом су одбили 56,7% свих Канађана и 57% Квебечана. Овај пораз довео је до раздора унутар владајуће странке.
Квебечка странка (PQ) вратила се на власт 1994. године, под вођством Жака Паризоа уз обећање о одржавању новог референдума о независности Квебека. Овај референдум је одржан 30. октобра 1995, а независност је одбијена са 50,6%. Жак Паризо је напустио премијерски положај 20. маја 1996, а заменио га је шеф Квебечког блока, Лисијен Бушар. Бушар и његов наследник Бернар Ландри се за време свог мандата нису бавили питањем независности, него су се посветили привредним проблемима. Од 2003. године до 2012. на власти је била PLQ на челу с Жаном Шареом, а затим поново PQ 2012-2014 са Полин Мароа. Од 2014. на власти су поново Либерали са Филипом Кујаром.

## Политика
Квебек је једна од десет покрајина Канаде. Функционише по британском парламентарном режиму по већинском изборном систему, као и све канадске покрајине. У Квебеку је законодавна власт подељена између Народне скупштине (фр. Assemblée nationale) и подгувернера (фр. Lieutenant-gouverneur) који је представник краљице у Квебеку. У данашње време, практично сву законодавну моћ има Народна скупштина. Извршну власт има влада Квебека. На челу владе налази се премијер са саветом министара.
Народна скупштина се састоји од 125 посланика, који се бирају општим гласањем.
Правни систем ове покрајине је специфичан по томе што се користи мешовити грађанскоправни-англосаксонски систем. Грађанскоправни део се односи на облигације, породично право као и управно право и њега одређује Грађански законик који је ступио на снагу 1994. године, а који је заменио Грађански законик Доње Канаде из 1865. године. Англосаксонски део обухвата кривично право које на савезном нивоу одређује Кривични законик из 1892. године, заједно са низом других закона везаних за кривични поступак.

### Статус нације
Новембра 2006. године, канадски премијер Стивен Харпер је изнео предлог о признавању „Квебечана као нације унутар уједињене Канаде”. Иако овај предлог нема никакву правну вредност, прихваћен је с 266 гласова наспрам 16, 27. новембра 2006.
Иако је овај статус доста нејасан, истраживања показују да већина Канађана не подржава овај статус, док га већина Квебечана подржава.

### Политичка подела
Покрајина Квебек је службено подељена у 17 управних регија (фр. régions administratives), а традиционално у 20 регија, које немају службени статус.
Више детаља „овде”. Архивирано из оригинала 06. 01. 2010. г..

## Становништво
| 1996.     | 2001.     | 2006.     | 2011.     | 2016.     |
| --------- | --------- | --------- | --------- | --------- |
| 7.138.795 | 7.237.479 | 7.546.131 | 7.903.001 | 8.164.361 |

Број становника покрајине је у порасту, иако је стопа плодности најнижа у Канади. Године 2006. ова стопа била је 1,62. Оваква ситуација је у контрасту са истом од пре 1960-их, кад је Квебек имао једну од највиших стопа плодности у индустријализованим земљама. Иако Квебек представља само 24% становништва Канаде, број међународних усвајања је највиши од свих покрајина у Канади. Године 2001, 42% међународних усвајања деце у Канади било је у Квебеку.

### Порекло становништва
| Порекло                 | становника | проценат |
| ----------------------- | ---------- | -------- |
| "Канађани“              | 4.897.475  | 68,73%   |
| Французи                | 2.111.570  | 29,67%   |
| Ирци                    | 291.545    | 5,09%    |
| Италијани               | 249.205    | 3,70%    |
| Енглези                 | 218.415    | 3,07%    |
| Шкоти                   | 156.140    | 2,19%    |
| Први народи (Индијанци) | 130.165    | 1,83%    |
| Немци                   | 88.700     | 1,24%    |
| Јевреји                 | 82.450     | 1,16%    |
| Хаићани                 | 74.465     | 1,05%    |

Према канадском попису становништва, могуће је изразити припадност у више етничких група (на пример, они из рубрике Канађани се такође могу изјаснити и као Французи, итд.) Тако збир етничких група покрајине износи више од 100%. У овом списку су укључене етничке групе које имају више од 70.000 припадника.

### Верске групе
Квебек се разликује од осталих покрајина по великом броју припадника Римокатоличке цркве. То је наследство колонијалних времена, јер је у Новој Француској било дозвољено насељавање само католицима.
Религијске групе у Квебеку су:
- 90,2% хришћани
  - 83,3% римокатолици
  - 4,7% протестанти
  - 1,4% православци
  - 0,8% остали хришћани
- 7,1% атеисти/агностици
- 1,5% муслимани
- 1,2% Јевреји

### Аутохтоно становништво
Амерички Индијанци живе на простору Квебека већ хиљадама година. Тренутно представљају око 2% становништва покрајине, али су историјски и културно врло важна група. Већ неколико деценија трају покушаји оживљавања и очувања њихове културе и њихових права. Десет племена америчких Индијанаца у Квебеку деле се у две језичке групе: Хјурони-Вендати и Мохоци су део ирокешке породице, док осталих осам племена припадају алгонквинској групи. Године 2003, индијанско становништво у Квебеку је бројало 159.905 припадника.

## Језик
Квебек је као канадска покрајина посебан по томе што је француски језик једини службени језик на свим нивоима. Француски је такође и језик заједнице, те га разуме и говори (барем на минималном нивоу) 94,6% становништва.
Квебечани штите француски језик од федералне надмоћи енглеског језика, а чувају и квебечки језички стандард (фр. norme québécoise), чији је регулатор Квебечка канцеларија за француски језик (фр. Office québécois de la langue française). Град Квебек се сматра колевком француске Америке, будући да је то најстарији франкофонски град у Северној Америци.
| Језик / Година | 1951. | 1961. | 1971. | 1976. | 1981. | 1986. | 1991. | 1996. | 2001. |
| -------------- | ----- | ----- | ----- | ----- | ----- | ----- | ----- | ----- | ----- |
| Француски      | 82,5% | 81,2% | 80,7% | 80,0% | 82,4% | 82,9% | 82,1% | 80,9% | 81,2% |
| Енглески       | 13,8% | 13,3% | 13,1% | 12,8% | 11,0% | 10,3% | 9,6%  | 8,3%  | 8,0%  |
| Алофони        | 3,7%  | 5,6%  | 6,2%  | 7,2%  | 6,6%  | 6,8%  | 8,3%  | 10,7% | 10,0% |
| Двојезични     | -     | -     | -     | -     | -     | -     | -     | -     | 0,8%  |

### Квебечки француски
Француски језик се у Квебеку делимично разликује од стандардног облика тог језика. Први колонисти у Новој Француској су највећим делом дошли са запада и севера данашње Француске. Већином су говорили регионалним језицима из породице oïl (фр. langue d'oïl). Тако су на данашњи облик француског у Квебеку снажно утицали северозападни облици француског, поготово нормандијски, пикардијски и пуатевен-сентонже.
Квебечки француски се такође развио и из тадашњег француског дворског језика. Доласком Краљевих кћери које су већином биле одгојене краљевским дворским језиком, овај профињени облик француског је такође знатно утицао на данашњи облик француског језика у Квебеку.
Британско освајање 1759. је такође знатно утицало на језик. Будући да су прекинуте везе са Француском, језик се почео развијати другачије од језика у континенталној Француској. На квебечки облик језика снажно су почеле утицати речи из енглеског, а, за разлику од језика у Француској, овде су се очували архаизми из данас већ изумрлих језика Француске, а измишљене су и бројне нове речи. Гласовно су најзначајнији очувани назални дифтонзи који су у редовном француском потиснути, као и специфичан прелазак гласова т и д испред гласа и у гласове ц и дз.

### Енглески језик
Енглески језик је други по важности језик у покрајини, и матерњи језик 572 085 становника (7,9% становништва). Говорници овог језика су већином британског и келтског порекла, тј. из Ирске и Уједињеног Краљевства (Енглеска, Шкотска, Велс). 50 060 особа (0,7%) сматра и енглески и француски матерњим језицима.
Почетком 20. века је у урбаним квебечким срединама, после француског и енглеског, највише се говорио келтски језик. Иако су многи имигранти дошли из келтских земаља на Британским острвима, већином Ирци и Шкоти који су дошли у 18. и 19. веку, многи никада нису научили енглески, те су са келтских језика временом прешли на француски. Данас келтски језици више нису говорни језици у покрајини, осим мање групе потомака Шкота у граду Комптону који говоре шкотским језиком. Постоји још једна заједница говорника ових језика на Мадлениним острвима.
Највећи број говорника енглеског језика живи у урбаном подручју Монтреала. Иако је знање енглеског доста раширено у покрајини, број изворних говорника овог језика је у сталном паду.

### Алофони
Према подацима Квебечког института за статистику, године 2001. у покрајини је живело 709 425 алофона (фр. allophones, становника чији матерњи језик није ни француски ни енглески, али који разумеју најмање један од та два службена језика у Канади), тј. 10,1% становништва. Влада Квебека подржава досељавање франкофоних имиграната. Највећи број имиграната долази из Француске, Белгије, бивше Југославије, бившег Совјетског Савеза и других земаља у развоју, поготово из франкофоних северноафричких земаља.

### Највећи градови
| Монтреал Квебек | 1.  | Монтреал    | 1.649.519 | Лавал Гатино |
| Монтреал Квебек | 2.  | Квебек      | 516.622   | Лавал Гатино |
| Монтреал Квебек | 3.  | Лавал       | 401.553   | Лавал Гатино |
| Монтреал Квебек | 4.  | Гатино      | 265.349   | Лавал Гатино |
| Монтреал Квебек | 5.  | Лонгој      | 231.409   | Лавал Гатино |
| Монтреал Квебек | 6.  | Шербрук     | 154.601   | Лавал Гатино |
| Монтреал Квебек | 7.  | Сагне       | 144.746   | Лавал Гатино |
| Монтреал Квебек | 8.  | Леви        | 138.769   | Лавал Гатино |
| Монтреал Квебек | 9.  | Троа Ривјер | 131.338   | Лавал Гатино |
| Монтреал Квебек | 10. | Тербон      | 106.322   | Лавал Гатино |

## Култура
У културном смислу, Квебек је посебан као највеће франкофоно друштво у Северној Америци. Квебечка култура може се сматрати културом француских корена, спојене са аутохтоном индијанском културом као и са великим британским утицајем.

### Музика
Музичка култура у Квебеку је изузетно разнолика. Од Ла Болдике у 1920-има и 1930-има, све до новијих музичких уметника, овде су деловали бројни познати аутори, композитори и извођачи, као: Феликс Леклерк, Ришар Дежарден, Рејмон Левеке, Робер Шарлбуа, Жил Вињо, Клод Левеје, Мишел Ривар, Линда Леме, Жан Лепул, те музичке групе : Бо домаж, Хармонијум, Ла каубојс френжан, Локо локас, Ле коло, Мезајо.
Познати писци су и : Стефан Вене, Лик Пламондон и Пјер Летурно, а композитори : Андре Матјо, Андре Гањон, Франсоа Домпјер и Пол Беларжон.
Међу светски познатим извођачима су и: Милен Фармер, Жинет Рено, Дијан Дифресне, Фабјен Тибо, Бруно Пелетје, Жан Лелуп, Лик де Ларошеље, Селин Дион, Гароу, Изабел Буле, Симпл план, између осталих.
Одређени извођачи сматрају се квебечким музичким умјетницима, иако су изворно из других земаља. Већина њих пева на француском, али и на другим језицима као што су енглески, италијански, шпански и арапски. Познатији од њих су Нанет Воркман (САД), Корнеј (Руанда), репер К-Маро (Либан), Лара Фабијан (Белгија).
Многи познати квебечки извођачи популарни су великим делом у франкофоним земљама, поготово у Француској, Белгији, Швајцарској, Либану, као и у многим афричким земљама.

### Спорт
Као и у остатку Канаде, хокеј на леду се сматра националним спортом. Хокејашки клуб Монтреал канадијанси, основан 1909, је део НХЛ-а (ЛНХ) и један од њених оснивача 1917. године, када је лига окупљала шест екипа. Клизалиште клуба налази се у Сантр Белу, и са капацитетом од 21 273 седишта је највеће у НХЛ-у. Канадијан де Монтреал су учествовали 34 пута у финалу Стенли купа и освојили га 24 пута, што је рекорд лиге. Ривалство овог клуба са клубом Нордик де Кебек обележило је велики део квебечке спортске историје. Овај клуб се касније преместио у Денвер, и сада се зове Колорадо аваланш.
У канадском фудбалу покрајину и град представља клуб Алуете де Монтреал. Све до 2004. године, бејзбол клуб Експо де Монтреал представљао је покрајину у Ем-Ел-Беу. Овај клуб је играо на Олимпијском стадиону у Монтреалу, који је по капацитету највећи стадион у Канади.
Велика награда Канаде је спортска аутомобилска трка Формуле 1 која се у Канади одвија од 1967. године, а у Квебеку се редовно одржава од 1978. године (осим 1987, када ВНК није одржана). Први победник ове велике награде био је квебечки пилот Жил Вилнев који је погинуо на квалификацијама за Велику награду Белгије 1982. године.
Квебек има дугу сезону за зимске спортове која траје од новембра до априла, са изврсним снежним условима (током зиме од 3 до 15 m, зависно од области). Главни скијашки центри су на подручјима регије Естри, на Лоранидима, у Шарлвуау и на Гаспезији. Спортови са моторним санкама су такође врло цењени у Квебеку. У децембру 2006, удружење овог спорта Fédération des clubs de motoneigistes du Québec окупљала је 84 611 чланова. Они су возили на 33.085 km уређених стаза којима патролира полиција или чланови из неког од 225 локалних клубова.

### Гастрономија
Први колонисти, који су већином били сељаци, припремали су јела примерена квебечкој оштрој клими и свакодневном раду. Породична кухиња која се темељи на традиционалној француској, развијала се вековима, а често садржи рибу, дивљач, поврће и свеже воће. Примери ових традиционалних јела су: туријер, сипеј (месне пите), боб са сланином, кретон (свињски намаз) и шећерна пита. Много традиционалних јела послужује се у ресторанима, док су нека чувана за посебне прилике као што су празници. Познати специјалитети Квебека су и гушчија јетра, кавијар и ледено вино. Многе регије у Квебеку имају своје посебне гастрономске специјалитете.
Од брзе хране, путин (или пуцин, узимајући у обзир квебечко читање) је типично квебечко брзо јело, које се справља у више варијаната и врло је популарно. Обавезно садржи помфрит са домаћим белим сиром и говеђу или пилећу мочу. Квебек производи око 80% светске количине јаворовог сирупа. Производња се заснива на индијанској традицији, а сок се подвргава испаравању како би био слађи, и често се користи у палачинкама и многим другим јелима.

## Религија
Римокатоличка црква имала је велику улогу у историји Квебека, те у његовом културном, политичком и друштвеном развоју. Први колонисти у Новој Француској су сви одреда били католици. Године 1627, кардинал Ришеље је заједно са краљем Лујом XIII издао краљевски проглас који је бранио насељавање некатолицима у Новој Француској. Овај проглас био је највећим делом циљан ка Јеврејима и хугенотима. Пре доласка хришћанства, на подручју Квебека биле су присутне разне домородачке религије, које делимично постоје и данас.
Моћ коју је Римокатоличка црква имала могла се приметити у свим културним погледима, од језика, па све до уметности. Након оснивања колоније, основане су жупе, које су биле усмерене и према покрштавању Индијанаца. Златно црквено доба било је средином 19. века (око 1840), у којем је Црква имала врло висок друштвени положај и велики утицај. Тај утицај је полагано нестао век касније поступном променом квебечког друштва у Тихој револуцији.
За време британске власти, у покрајину су се населиле англофоне протестантске заједнице. Године 1777. саграђена је прва синагога у Монтреалу, али тек од 19. века овде живи значајнији број Јевреја. У 20. веку у метрополу су се доселиле значајније имигрантске заједнице из Ирске, Италије, Грчке, те Азије и Африке, које су са собом донеле властите културне и верске обичаје.

## Привреда
Квебек има разноврсну постиндустријску привреду. Упркос огромним количинама природних ресурса, његов привредни раст се већином темељи на новим технологијама. Посебно је важна ваздухопловна индустрија, нарочито у Монтреалу, где делују произвођачи као Бомбардије, Прат & Витни Канада и ЦАЕ. Монтреал се сматра другим светским центром у овој грани индустрије, након Сијетла и испред Тулуза. Тиме је Квебек четврти на свету према свом уделу у овом тржишту. Индустрија видеоигара се снажно развила последњих година, уз присуство великих предузећа као што су Електроник артс, Убисофт, Софтимиџ и Еидос. У овој области запослено је око 10.000 људи, а инвестиције које су уложене последњих година броје неколико стотина милиона долара.
С обзиром да се енергија производи у великим количинама и по ниској цени, покрајина има удео од око 10% светске производње алуминијума захваљујући канадском Алкану и његовом америчком конкуренту Алкои. У скорије време, привреда покрајине нашла се пред великим кочницама развоја: неповољан курс канадског долара, дивља страна конкуренција (већином из Азије), висина цена енергије, криза у шумском сектору, те опадање америчке привреде. Раст од 2,2% 2006. године је мањи од канадског просека од 3%. У 2007. се предвиђао раст од 2%, док је за 2008. предвиђан опоравак. Укупан БДП покрајине је 230,6 милијарди америчких долара по ПКМ-у, што је по становнику 30 143 УСД, што је упоредиво с Француском или Италијом.
70% покрајинског БДП-а ствара услужни сектор. Стопа незапослености у мају 2007. била је 7,2%, што је више од националног просека од 6%. У Квебеку делују многа међународна предузећа као што су: Алкан, Бомбардије, Серк ди солеј, Кебекор, Куш-рад, Сапуто итд.

### Наука и технологија
Наука и технологија су одлучујући фактори у привредном положају Квебека. Због своје улоге у растућим секторима, као што су ваздухопловство, информациона технологија, биотехнологија и фармацеутска индустрија, Квебек има важан удео у светској научној и технолошкој заједници. Значај у производњи видеоигара Квебек је добио понајвише захваљујући Софт имиџу (којег је основао Данијел Ланглуа 1986. године) и доласком Убисофта у Монтреал 1997. године.

### Увоз и извоз
Захваљујући Светској трговинској организацији (WTO или OMC) и Северноамеричком споразуму о слободној трговини (NAFTA или ALÉNA) Квебек је врло конкурентан на међународном тржишту. Због ових споразума покрајински трговински односи с другим државама су врло динамични, што се уочава и на основу повећаног извоза. Међународна размена је снажно допринела развоју квебечке привреде, поготово у погледу запошљавања. Готово две трећине покрајинског извоза реализује се изван Канаде. Године 2003, међународни квебечки извоз је износио 133.640 милиона канадских долара (око 35% БДП-а), и био је намењен САД (83,2%), Европи (9,6%), Азији (4,4%) и Латинској Америци (1,5%). Исте године, увоз добара и услуга износио је 130.691 милиона канадских долара. Већином је долазио из САД (37,4%), Европе (29,3%), Азије (18,6%), Латинске Америке (7,4%), те из Африке и са Блиског истока (6,0%). Географска близина САД објашњава чињеницу да је већина извоза намењена том тржишту.

### Туризам
Туризам је снажан привредни стуб Квебека. Године 2005. је у туристичким делатностима било директно запослено 133.271 радника.
Ови радници раде у око 29.000 квебечких туристичких предузећа. Процењује се да је 2005. у Квебеку било 28,3 милиона туриста, сд којих су 75,7% из Квебека, 13% из остатка Канаде, 7,6% из Сједињених држава и 3,7% из осталих земаља. Годишње туристи оставе 7,5 милијарди долара у различитим сферама квебечког туризма.
Квебечки туризам са 21 туристичком регијом нуди разнолику понуду. Покрајина је богата природним атракцијама, те је популарна и лети и зими. У туристичке атракције спадају и многи музеји, казина, цркве, паркови и резервати. Врло је популаран и гастрономски туризам због разноликости понуде. Годишње се у покрајини одвија око 400 догађања, што фестивала, што прослава.

### Саобраћај
Путна мрежа укључује око 185 000 км ауто-путева, националних и регионалних путева и локалних путева, те око 12 000 мостова, тунела и других конструкција.
У Квебеку се налази осам великих лука намењених превозу робе. Године 2003, преко квебечких лука је прошло 3 886 бродских товара и 9,7 милиона тона робе, већином саобраћајном везом реке Сен Лорен.
Покрајина располаже и са 6.678 km железничке пруге која је повезана са великом северноамеричком железничком мрежом. Иако је већином намењена робном превозу, квебечка железничка мрежа игра важну улогу и у путничком превозу.
Постоје два типа ваздушног превоза: шира мрежа и локална мрежа. У ширу мрежу спадају 43 аеродрома који нуде свакодневне услуге ваздушног превоза.
У Квебеку постоји више аутобуских превозних предузећа која нуде своје услуге широм покрајине. То су Орлеанс експрес, Антеркар, Аутокар Ла Шодије, Аутобус Махо, Лимокар, Аутокар АДС, Аутобус А1, Акејдијен лајнс и Војажер.

### Природни ресурси
Велика привредна предност Квебека је обиље природних ресурса, што покрајини даје примат у односу на друге. Квебек се истиче у рударском сектору, где је један од десет највећих светских произвођача. Шумски потенцијали се веома интензивно искоришћавају. Велики део покрајине који обилује разним природним богатствима још није довољно истражен. У покрајини се налази око 30 рудника и 158 предузећа која се баве експлоатацијом природних ресурса. Од свих најважнији су: злато, гвожђе, титанијум, азбест, бакар, цинк и сребро.
Тренутно (2009) је познато око 40% минералног потенцијала покрајине. Године 2003, вредност ове индустрије достизала је 3,656 милијарде долара. Највећи део (90,5%) квебечких шума су у јавном власништву. Шуме покривају више од половине територије покрајине, тј. 761 100 km². Шумовито подручје Квебека простире се на седам степени географске ширине.
У енергетском билансу покрајине су се у последњих 20 година догодиле велике промене. Електрична енергија је тренутно на првом месту по уделу у производњи у покрајини, а следе је нафта и природни гас. Електричну енергију готово у потпуности производи покрајинско крунско предузеће Хидро-Квебек, које управља са 83 електроенергетске централе на подручју Квебека. Године 2000, Квебек је био четврти светски произвођач хидроелектричне енергије, одмах после САД, Бразила и Русије.
Квебек је тренутно увозник сирове нафте. Истраживања која се врше на овом пољу ресурса у покрајини су још увек прилично ограничена. Више од три петине сирове нафте које Квебек купује долази из Северног мора (Уједињено Краљевство и Норвешка). Остатак се увози из Венецуеле, Алжира, Мексика и са Блиског истока.
Са запада Канаде (Алберта) покрајина увози већину гаса. Од 1980-их се у Квебеку експлоатишу два налазишта гаса, једно у Пуан-ди-Лаку и једно у Сан-Флавијану. Од 1980. године, покрајина је знатно развила своју гасну мрежу.